# جين د. هارتلي
جين د. هارتلي (بالإنجليزية: Jane D. Hartley)‏ هي سيدة أعمال ودبلوماسية أمريكية، ولدت في 18 أبريل 1950 في واتربوري في الولايات المتحدة.